# Tamra Davis
Tamra Davis (Los Ángeles, California, 22 de enero de 1962) es una directora de cine, televisión y vídeos musicales estadounidense. Es conocida por dirigir Guncrazy, Billy Madison, Crossroads, A Conversation with Basquiat y 13: El Musical.

## Biografía
Tamra Davis nació en Studio City, California, siendo la segunda de cuatro hijos. Davis y su familia veían películas constantemente y ella aspiraba a convertirse en actriz. Durante la secundaria, Davis abandonó la escuela y conoció al productor de cine egipcio Ibrahim Moussa, quien la llevó a Italia durante seis meses para trabajar.
Al regresar a los Estados Unidos, Davis comenzó a trabajar en una galería de arte, y renunció para trabajar en American Zoetrope como aprendiz. El estudio estaba luchando para completar One from the Heart, de Francis Ford Coppola, una difícil película de producir. Los horarios caóticos le permitieron a Davis estudiar la dirección de Coppola y el negocio del cine. Coppola le sugirió a Davis que fuera a la escuela, por lo que se inscribió a Los Angeles City College . 

## Carrera
Davis realizó su primera película con una cámara Super 8 mm mientras estuvo en Los Angeles City College . 
Tras graduarse, Davis envió un paquete de videos que ella hizo y fue contratada para hacer un video para la banda Hüsker Dü. Davis declaró que los vídeos musicales "jugaron un rol muy importante en el desarrollo de mi sensibilidad como directora. Hay mucho menos sexismo en el mundo del video musical y están abiertos a las mujeres, pero, más importante, es que con el vídeo siempre te empujan a experimentar y a inventar algo nuevo." 
Davis dirigió más de 155 videos musicales.  Mientras trabajaba en MTV, Davis se animó a explorar y desarrollar su empatía hacia cuestiones multiculturales y feministas.  En su libro Feminist Hollywood: From Born in Flames to Point Break, Christina Lane declaró que Tamra Davis quería empoderar a las mujeres jóvenes para que se sintieran bien con su sexualidad,  y usó su plataforma para expresar ideas feministas y empoderar a las niñas. 
Kristine McKenna, escritora de Los Angeles Times, declaró: "durante los últimos 7 años, Tamra Davis se ha hecho un nombre dirigiendo videos de vanguardia para algunos de los actos más espinosos de la música popular, siendo elegida por artistas como NWA, Sonic Juventud y Bandera Negra ". 
Davis participó en el programa de The Polygram Video llamado No Alternative: A benefit for AIDS, education and relief (Sin alternativa: un programa benéfico sobre el SIDA, la educación y el alivio), el cual tenía una selección de cortometrajes realizados por directores de cine independiente.  En este programa, dirigió un cortometraje llamado 'No Alternative Girls', enfocado en la desigualdad de género. 
Su ópera prima fue Guncrazy (1992), remake del clásico de cine noir homónimo protagonizada por Drew Barrymore  y James LeGros. La película obtuvo críticas mixtas, afirmando que tenía elementos similares a los de Bonnie y Clyde.   Cuando se le preguntó sobre la violencia de la película, Davis dijo que lo hizo porque quería una fuerte reacción emocional del público.  En el libro de Lane, Davis expresó que no le preocupaba las emociones de su público, y declaró: "Quería decir algo sobre cómo nuestra sociedad abusa de las personas y, además, les da posibilidades violentas para devolver ese abuso a la sociedad".  Antes de iniciar con la producción de la película, Davis investigó las reacciones que tenían los adolescentes ante el abuso sexual, así como la forma en que cambia la vida cotidiana de una adolescente después del abuso. 
Otras películas dirigidas por Davis son Jean-Michel Basquiat: The Radiant Child, CB4, Billy Madison, Half Baked, y Crossroads, protagonizada por Britney Spears. Además, ha continuado su carrera dirigiendo episodios de programas de televisión como My Name Is Earl y Everybody Hates Chris. 
Actualmente, Davis tiene un programa de cocina enfocada en comida vegetariana llamado "Tamra Davis Cooking Show", el cual se puede ver en su sitio web www.tamradaviscookingshow.com. También escribió un libro de cocina, titulado Make Me Something Good to Eat (Hazme algo bueno de comer). 

## Vida personal
Davis se casó con Mike D de los Beastie Boys en 1993, con quien tuvo 2 hijos, Skyler y Davis.  Están legalmente separados desde 2016.  Tienen dos hijos, Skyler y Davis.

## Filmografía
| Año  | Película                                     | Rol                             | Notas                                                |
| ---- | -------------------------------------------- | ------------------------------- | ---------------------------------------------------- |
| 1992 | Guncrazy                                     | directora                       | ópera prima                                          |
| 1993 | CB4                                          | directora                       |                                                      |
| 1994 | Bad Girls*                                   | directora                       | *despedida durante la filmación; filmación destruida |
| 1994 | No Alternative Girls                         | directora                       | cortometraje independiente                           |
| 1995 | Billy Madison                                | directora                       |                                                      |
| 1997 | Best Men                                     | directora                       |                                                      |
| 1998 | Half Baked                                   | directora                       |                                                      |
| 2000 | Skipped Parts                                | directora; productora ejecutiva |                                                      |
| 2002 | Crossroads                                   | directora                       |                                                      |
| 2002 | Keep Your Eyes Open                          | directora                       | documental                                           |
| 2004 | Method &amp; Red                             | directora                       | Serie de TV, 1 episodio                              |
| 2005 | My Name Is Earl                              | directora                       | Serie de TV, 1 episodio                              |
| 2006 | A Conversation with Basquiat                 | directora                       | documental                                           |
| 2006 | Everybody Hates Chris                        | directora                       | Serie de TV, 1 episodio                              |
| 2006 | Love Monkey                                  | directora                       | Serie de TV, 2 episodios                             |
| 2006 | Men in Trees                                 | directora                       | Serie de TV, 1 episodio                              |
| 2007 | Ugly Betty                                   | directora                       | Serie de TV, 1 episodio                              |
| 2007 | Grey's Anatomy                               | directora                       | Serie de TV, 1 episodio                              |
| 2008 | The Ex List                                  | directora                       | Serie de TV, 1 episodio                              |
| 2010 | Jean-Michel Basquiat: The Radiant Child      | directora; productora           | documental                                           |
| 2010 | Sons of Tucson                               | directora                       | Serie de TV, 1 episodio                              |
| 2011 | Single Ladies                                | directora; productora ejecutiva | Serie de TV, 21 episodios                            |
| 2013 | The Punk Singer                              | productora                      | documental                                           |
| 2013 | Hit the Floor                                | directora                       | Serie de TV, 5 episodios                             |
| 2015 | Odd Mom Out                                  | directora                       | Serie de TV, 2 episodio                              |
| 2015 | Crazy Ex-Girlfriend                          | directora                       | Serie de TV, 1 episodio                              |
| 2015 | Younger                                      | directora                       | Serie de TV, 4 episodios                             |
| 2016 | Still the King                               | directora                       | Serie de TV, 3 episodios                             |
| 2016 | Mary + Jane                                  | directora                       | Serie de TV, 2 episodio                              |
| 2016 | Dirk Gently's Holistic Detective Agency      | directora                       | Serie de TV, 2 episodios                             |
| 2017 | Santa Clarita Diet                           | directora                       | Serie de TV, 1 episodio                              |
| 2017 | Star                                         | directora                       | Serie de TV, 2 episodios                             |
| 2017 | Daytime Divas                                | directora                       | Serie de TV, 1 episodio                              |
| 2017 | You're the Worst                             | directora                       | Serie de TV, 3 episodios                             |
| 2017 | Kevin (Probably) Saves the World             | directora                       | Serie de TV, 1 episodio                              |
| 2018 | Alone Together                               | directora                       | Serie de TV, 5 episodios                             |
| 2018 | Empire                                       | directora                       | Serie de TV, 1 episodio                              |
| 2018 | God Friended Me                              | directora                       | Serie de TV, 1 episodio                              |
| 2019 | Future Man                                   | directora                       | Serie de TV, 2 episodios                             |
| 2019 | Valley of the Boom                           | directora                       | Serie de TV, 1 episodio                              |
| 2019 | High School Musical: The Musical: The Series | directora                       | Serie de TV, 3 episodios                             |
| 2020 | Miracle Workers                              | directora                       | Serie de TV, 1 episodio                              |
| 2020 | Dead to Me                                   | directora                       | Serie de TV, 2 episodio                              |
| 2020 | The Politician                               | directora                       | Serie de TV, 1 episodio                              |
| 2020 | Stargirl                                     | directora                       | Serie de TV, 1 episodio                              |
| 2020 | P-Valley                                     | directora                       | Serie de TV, 1 episodio                              |
| 2022 | Good Sam                                     | directora                       | Serie de TV, 1 episodio                              |
| 2022 | 13                                           | directora                       |                                                      |
| 2023 | The Afterparty                               | directora                       | Serie de TV, 2 episodios                             |

## Videos musicales
| Año  | Título de la canción             | Artista                     | Notas                      |
| ---- | -------------------------------- | --------------------------- | -------------------------- |
| 1986 | "But Not Tonight"                | Depeche Mode                |                            |
| 1986 | "Baby Ran"                       | 54-40                       |                            |
| 1987 | "Shoplifters of the World Unite" | The Smiths                  |                            |
| 1987 | "Sheila Take a Bow"              | The Smiths                  |                            |
| 1988 | "Anne's Song"                    | Faith No More               |                            |
| 1988 | "In Your Room"                   | The Bangles                 |                            |
| 1988 | "Wild Thing"                     | Tone Lōc                    |                            |
| 1989 | "Closer to Fine"                 | Indigo Girls                |                            |
| 1989 | "It's Funky Enough"              | The D.O.C.                  |                            |
| 1989 | "The D.O.C. & The Doctor"        | The D.O.C.                  |                            |
| 1989 | "Cha Cha Cha"                    | MC Lyte                     |                            |
| 1989 | "Bust a Move"                    | Young MC                    |                            |
| 1989 | "Principal's Office"             | Young MC                    |                            |
| 1990 | "From a Distance"                | Bette Midler                |                            |
| 1990 | "Kool Thing"                     | Sonic Youth                 |                            |
| 1991 | "Call It What You Want"          | New Kids on the Block       |                            |
| 1991 | "Dirty Boots"                    | Sonic Youth                 |                            |
| 1992 | "Netty's Girl"                   | Beastie Boys                |                            |
| 1992 | "100%"                           | Sonic Youth                 | codirigido con Spike Jonze |
| 1992 | "Daughters of the Kaos"          | Luscious Jackson            |                            |
| 1993 | "I Got You Babe"                 | Cher y Beavis and Butt-Head |                            |
| 1993 | "It's About Time"                | The Lemonheads              |                            |
| 1994 | "Big Gay Heart"                  | The Lemonheads              |                            |
| 1994 | "Bull in the Heather"            | Sonic Youth                 |                            |
| 1994 | "Citysong"                       | Luscious Jackson            |                            |
| 1995 | "I Dig You"                      | Boss Hog                    |                            |
| 1995 | "Pacer"                          | The Amps                    |                            |
| 1995 | "Away with the Pixies"           | Ben Lee                     |                            |
| 1995 | "All Hail Me"                    | Veruca Salt                 |                            |
| 1995 | "Kiss and Tell"                  | G. Love & Special Sauce     |                            |
| 1997 | "MMMBop"                         | Hanson                      |                            |
| 1997 | "Drawer"                         | Summercamp                  |                            |
| 1997 | "Where's the Love"               | Hanson                      |                            |
| 1998 | "Boy You Knock Me Out"           | Tatyana Ali                 |                            |
| 1999 | "Ladyfingers"                    | Luscious Jackson            |                            |
| 2001 | "Movies"                         | Alien Ant Farm              |                            |